# 3716 Петцваль
3716 Петцваль (3716 Petzval) — астероїд головного поясу, відкритий 2 жовтня 1980 року.
Тіссеранів параметр щодо Юпітера — 3,496.